# افسانه سلطان و شبان
افسانه سلطان و شبان مجموعه تلویزیونی در ژانر کمدی به کارگردانی داریوش فرهنگ است، که تولید آن در سال ۱۳۶۱ توسط گروه فیلم و سریال تلویزیون آغاز و در سال ۱۳۶۲ از شبکه ۱ سیما پخش شد. مهدی هاشمی و داریوش فرهنگ به اتفاق یکدیگر فیلمنامهٔ این سریال را در قالب افسانه‌ای کهن نوشته‌اند.

## بازیگران
| بازیگر           | نقش                 |
| ---------------- | ------------------- |
| مهدی هاشمی       | سلطان / شیرزاد شبان |
| گلاب آدینه       | سلطان بانو          |
| محمد مطیع        | وزیر اعظم           |
| محمدعلی کشاورز   | خوابگزار اعظم       |
| حسین کسبیان      | تلخک                |
| احمد آقالو       | کاتب                |
| علیرضا مجلل      | مقام لشکری          |
| سیاوش طهمورث     | مقام کشور           |
| صادق هاتفی       | مقام تشریفات        |
| جمشید لایق       | مقام خزانه‌داری      |
| خسرو امیرصادقی   | مدیحه‌سرا            |
| محمد بازاری      | صورتگر              |
| سرور رجایی       | ننه شیرو            |
| پرویز شاهین‌خو    | خالو                |
| داریوش ایران‌نژاد | سامندر              |
| حسن رضوی         | زندانبان            |
| اکبر دودکار      | محافظ               |
| مرتضی طاهری      | محافظ               |
| امیر نیک‌یار      | نگهبان              |
| حسین محجوب       | روستایی و زندانی    |

## عوامل تولید
کارگردان
- داریوش فرهنگ

کارگردان تلویزیونی
- مسعود فروتن

نویسندگان
- مهدی هاشمی
- داریوش فرهنگ

مشاور کارگردان
- حسین محجوب

دستیار کارگردان
- سعید بهنام
- قاسم اروانه

تیتراژ
- اصغر بهمن‌زاد

آهنگساز
- بابک بیات

فیلمبرداران
- یوسف دانش‌صدیق
- حسن کیایی
- جواد صفا

تدوین
- داریوش فرهنگ

چهره پردازی
- عبدالله اسکندری
- احمدعلی شجریان

طراح دکور و لباس
- ایرج رامین‌فر

## داستان
پادشاهی کوته اندیش و خوشگذران و ستمگر روزی در شکارگاه خود در زمان شکار و خوشگذرانی با پیرمردی فرزانه و پیشگو روبرو می‌شود که پیشگویی افتها و دشواریهایی را می‌کند که در زمان نمایان شده از ماه بر سر پادشاه فرود خواهند آمد. خوابگزار بزرگ با شناختن پیرمرد فرزانه و پیشگو (که روزگاری استاد وی بوده)، درمی یابد که این پیشگویی را باید راست دانست. پادشاه از این داستان هراس کرده و در بستر بیماری می‌افتد. وزیر والاجاه، شهبانو و خوابگزار والاجاه، راه‌چاره این گرفتاری را جایگزین کردن کس دیگری به جای پادشاه می‌دانند تا که گزند بگذرد. پس شبان ساده‌دلی که همانندی آشکار و باورنکردنی به پادشاه دارد را پیدا کرده و به بهانه و نیرنگ نشاندن همای نیکبختی بر شانه او، شبان را به کاخ آورده و ردای پادشاهی بر او می‌پوشانند و پادشاه را نیز در جامهٔ شبانی به ده او می‌فرستند. تلخک و دوست دبیرش که آگاه از تغییر رفتار پادشاه شده‌اند، به جستجوی راستی می‌پردازند و تلخک جانش را در این راه از دست می‌دهد. دبیر که به نام و نشان درست پادشاه نو پی برده‌است او را از چگونگی رویداد آگاه می‌سازد و با هم برنامه و نیرنگی برای از میان برداشتن درباریان و رهایی زندانیان پی ریزی می‌کنند. وزیر والاجاه کشته می‌شود، شهبانو خودکشی می‌کند، زمامداران لشکری، کشوری، گنجینه داری و کارکنان درباری در سیاهچال زندانی می‌شوند و زندانیان رهایی می‌یابند. از سوی دیگر پادشاه حقیقی که به زندگی روستایی خو نگرفته در ده شیرزاد شبان کژکاری به بارآورده و پس از دریافت کتکی درست، به دست مردمان دهکده از ده رانده می‌شود. در این میان خوابگزار والاجاه مژده می‌آورد که آن روز شوم گذشته و جان پادشاه از آفت و گزند در پناه مانده‌است. پادشاه و خوابگزار به کاخ بازمی‌گردند و دبیر به پیشواز وی می‌آید. پادشاه که از این رویداد یکه خورده و شگفت زده شده سراغ درباریان و همراهانش را می‌گیرد و پاسخ می‌شنود که همگی در سیاهچال هستند. سپس دبیر با لبخندی درهای تالار را گشوده و زندانیان رها شده از بند با تیغ‌هایی بران به سوی پادشاه می‌تازند. اینجاست که خواب و بوشاسپ پادشاه راست از آب درآمده است.